# Meekoporella dendroidea
Meekoporella dendroidea är en mossdjursart som först beskrevs av Hudleston 1883.  Meekoporella dendroidea ingår i släktet Meekoporella och familjen Hexagonellidae. Inga underarter finns listade i Catalogue of Life.